# SanSan
El término SanSan hace referencia a una megalópolis o cadena de áreas metropolitanas en la costa del estado de California desde San Francisco a San Diego.
Contiene la mayoría de la población de California, con cerca de dos tercios de la población total en la mayor área de Los Ángeles. 
El nombre fue acuñado, junto con la igualmente oscura ChiPitts, en la Megalópolis del libro 1961: El Noreste de Seaboard urbanizada de los Estados Unidos por el geógrafo francés Jean Gottmann. Sansan Si bien no ha entrado en uso-en parte porque no hay suficiente necesidad de distinguir Sansan de California en su conjunto para impulsar la adopción de un nuevo plazo-Gottmann la acuñación de BosWash (la primera y más grande de las megalópolis). son una frontera natural entre el sur de California y relativamente poco pobladas Central de California. Las grandes zonas rurales entre los dos principales polos de Sansan debilitar el argumento de que constituyen una megalópolis. 
Gran parte de urbanización reciente en California no ha sido en la costa por sí misma o incluso el primer nivel de los valles costeros, pero más cerca de la línea media del Estado en el Valle Central, Antelope Valley, y Inland Empire, aún dentro de (larga) distancia de la las ciudades costeras. 
Más allá de Megalópolis por Virginia Tech Metropolitana del Instituto, un intento de actualizar la labor de la Gottmann con las tendencias actuales, se definen dos zonas megapolitan, cada uno de ellos se extiende desde California a Nevada, con el nombre Southland NorCal y después de su mandato actual en esas zonas, de un total de diez en esas zonas los Estados Unidos.

## Áreas metropolitanas en SanSan
- San Francisco–Oakland–Fremont
- Santa Rosa–Petaluma
- Napa
- Vallejo–Fairfield
- Sacramento–Arden-Arcade–Roseville
- Stockton
- San Jose–Sunnyvale–Santa Clara
- Santa Cruz–Watsonville
- Modesto
- Merced
- Madera
- Fresno–Clovis
- Hanford–Corcoran
- Visalia-Porterville
- Bakersfield
- Salinas–Monterrey
- San Luis Obispo–Paso Robles
- Santa Bárbara–Santa María
- Gran Los Ángeles
- San Diego–Carlsbad–San Marcos
- Yuba City
- San Diego-Tijuana

## Ciudades importantes por población
- Los Ángeles (hab.:3,792,621)
- Tijuana (hab.:1,559,683)
- San Diego (hab.:1,301,617)
- San José (hab.:945,942)
- San Francisco (hab.:739,426)
- Long Beach (hab.:628,522)
- Fresno (hab.:464,727)
- Sacramento (hab.:407,018)
- Bakersfield (hab.:404,057)
- Oakland (hab.:401,392)
- Santa Ana (hab.:382,977)
- Anaheim (hab.:358,014)
- Riverside (hab.: 328,384)
- Stockton (hab.:279,800)
- Irvine (hab.:218,048)
- San Bernardino (hab.:209,401)
- Oxnard (hab.:203,412)
- Pasadena (hab.:156,936)
- Palmdale (hab.:154,468)
- Modesto (hab.:206,300)
- Chula Vista (hab.:173,556)
- Salinas (hab.:151,060)
- Visalia (hab.:107,555)
- Santa Bárbara (hab.:92,325)

- Datos: Q742069